# 電子データ交換
電子データ交換（でんしデータこうかん、EDI、Electronic Data Interchange）とは、標準化された規約（プロトコル）にもとづいて電子化されたビジネス文書（注文書や請求書など）を専用回線やインターネットなどの通信回線を通してやり取りすること。とりわけ、企業間の取引を行うこと。初期には企業間における受発注の電子データ交換を意味した。

## 概要
経済産業省による定義では、「異なる組織間で、取引のためのメッセージを、通信回線を介して標準的な規約を用いて、コンピュータ間で交換すること」となっている。電子データ交換の規格は以下の4つのレベルからなり、数字が小さいほど下位の規約となる： 
- レベル4：取引基本規約　法的有効性を確保する契約書
- レベル3：業務運用規約　業務やシステムの運用の取り決め
- レベル2：情報表現規約　双方のコンピュータがデータを理解できるようにするためのデータ構造やデータ項目の取り決め
- レベル1：情報伝達規約　OSI階層のような通信方法の取り決め

EDI（電子データ交換）を利用すると、企業は書類の作成や処理のための事務経費を削減できる。しかし、取引企業間で交換データ形式が異なるとかえって事務量がかさみ上記目的が達成されなくなる。そのため交換データの形式の統一と、データの機密保持が重要である。当初はこれらのプロトコルの変換をするVAN (Value Added Network) の主要なアプリケーションを意味していた。
近年では業種を横断し、大企業と中小企業とをつなぐための中小企業のプラットフォームとして国際標準であるCEFACTに準拠した「中小企業共通EDI標準」を中小企業庁が主導して、実証し、普及が始まっている。さらに、受発注情報を活用した商流EDI、金融機関と接続し、自動記帳、自動仕訳、さらに売掛金の自動消込など行う金融EDIとの連携が、全銀システムの更新を機に検討されているが、47全銀システムの更新を機に、大きな動きとなっている。データ交換において使われるデータの構文（シンタックスルール）には、国・地域や業界によっていくつかの規格がある。ただし独自フォーマットが使われることも少なくない。代表的な規格としては以下のものがある。

## 電子データ交換で使われる伝送手順
- UN/EDIFACT - 欧州で開発。ISO 9735、JIS X 7011
  - EANCOM - UN/EDIFACTベースの国際規格
    - 流通標準EDI (JEDICOS) - EANCOMに完全準拠している
- CII標準（CIIシンタックスルール、CII標準ベースXML/EDI (CII/XML)） - 日本の標準。JIS X 7012
  - CPSD標準メッセージ (CPSD-NT1A、CPSD-NT2A)
  - 鉄鋼EDI標準 - 日本鉄鋼連盟が策定
  - 広告取引EDI標準メッセージ集* CIIベース
  - EIAJ-EDI標準 - 1989年に日本電子機械工業会が策定[4]。後継のECALGA標準が登場している[4]。
  - JTRN - 1997年策定。後継の物流XML/EDIが登場している。
  - 石化協ビジネスプロトコル (JPCA-BP) - 1991年に石油化学工業協会 (JPCA) が策定。
  - 資材系電力ビジネスプロトコル標準 - 電気事業連合会 (FEPC) が策定。
  - CI-NET標準ビジネスプロトコル - 建設業振興基金 建設産業情報化推進センターが策定。
  - 新聞広告取引EDI - 1996年に日本新聞協会 広告委員会が策定[5]。
- ANSI ASC X12（英語版） - 米国の標準
- 日本チェーンストア協会 標準データ交換フォーマット
- 日食協標準EDIフォーマット
- 家電製品協会 EDI標準化仕様
- 流通ビジネスメッセージ標準（流通BMS）
- ebXML
  - Universal Business Language
  - RosettaNet
    - Chem eStandards

  - ECALGA標準
  - 物流XML/EDI
- カミネット EDI規約
- ラジオスポットCMスケジュール表
- 電気料金収納業務ビジネスプロトコル標準

### 日本国内の電子データ交換で使われる伝送手順
- AS1 (RFC 3335) - SMTPを使用
- AS2 (RFC 4130) - HTTPを使用。
- AS3 (RFC 4823) - FTPを使用。
- ebXML Message Service (ebMS) - ebMS 3.0のプロファイルの一つとしてAS4が存在する。
- RosettaNet Implementation Framework (RNIF)
- 全銀協標準プロトコル（全銀協手順、全銀手順） 全銀TCP/IP手順・広域IP網 - 暗号化が組み込まれている。日本国内では、銀行間に限らず、電子データ交換の伝送手順として用いられている。
- JX手順 - 流通BMSの標準通信プロトコル。SOAP-RPCをベースにしている。
- BACREX手順
- F手順 - 産業情報化推進センター (CII) が制定した伝送手順。FTAM (ISO 8571) をベースにしている[6]。

### 日本国内の電子データ交換で使われる旧手順
- JCA手順（J手順） - 1980年日本チェーンストア協会策定[7]、1982年通商産業省制定[7]。日本の小売業・流通業を中心に利用されていた最初期の電子データ交換の伝送手順[8]。アナログ電話回線およびDDX-C回線を使用[8]。
  - JCA-H回線（H手順） - 1992年に通商産業省が制定[7]。ISDNを使用[7]。JEDICOSでも使われていた。
- 全銀協標準プロトコル ベーシック手順（Z手順） - 1983年に全国銀行協会が策定[9]。アナログ電話回線とISDN回線を使用[9]。
  - 全銀TCP/IP手順（拡張Z手順） - 1997年策定[9]。

上記手順では電話会社の提供する公衆交換電話網を利用することが前提となっているが、その後インターネットを利用した電子データ交換の利用が進展した。またXMLを採用することや、取り扱うデータ項目の増加に伴い、インターネットの利用と合わせて新たな伝送手順が利用されるようになった。

## 交換所・EDIセンター等
- JNX (Japan automotive Network eXchange)
- 鉄鋼EDIセンター
- 航空機業界EDIセンター
- 流通システム開発センター
- カミネット
- 日本塗料工業会 (JPMA) 塗料標準EDIシステム
- 建設産業情報化推進センター CI-NET
- 広告EDIセンター
- 物流EDIセンター
- 旅行電子商取引促進機構 (JTREC) - UN/CEFACTフォーラムにおいて旅館情報の国際標準化を行っている。
- 日本銀行金融ネットワークシステム（日銀ネット） - 日銀ネットにおいても、全銀協標準通信プロトコルを使用している。
- 全国銀行データ通信システム（全銀システム）
- @MD-Net
- NACCS

## EDIの2024年問題
NTT東日本・西日本の発表によると、NTTが提供するISDN「INSネットディジタル通信モード」が、加入電話網 (PSTN) の維持限界により使えなくなる。それに伴い、ISDNを使用しているいくつかの従来型EDIの伝送手順（JCA手順、全銀手順、TCP/IP手順など）が実質的に使えなくなる。例えば全銀手順では、「ベーシック手順」「全銀TCP/IP手順」が2023年12月末で廃止されることが決まっている。EDIの移行にはかなりの期間が必要になるので、ISDN廃止により業務が影響を受けないためには、一刻も早くアクションを開始する必要があると言われている。

## 電子帳簿保存法との関係
EDIは電子取引にあたり、電子帳簿保存法の第10条の適用を受ける。同法4条に基づく保存に関しては、所轄税務署の承認が必要になるが、EDIによる保存（10条保存）に関しては、税務署の承認は不要となる。また、10条に基づくデータの保管に関しては、タイムスタンプの付与もしくは正当な理由がない訂正及び削除の防止に関する事務処理規程の備付け及び運用のいずれかの措置を取るように規定されている。